# Hieracium cereolinum
Hieracium cereolinum es una especie de planta con flor del género Hieracium, de la familia Asteraceae, orden Asterales.

## Distribución
Hieracium cereolinum se distribuye por Finlandia y Rusia.

## Taxonomía
Fue descrita científicamente por (Norrl.) Üksip. Fue publicada en V.L.Komarov (ed.), Fl. URSS 30: 262 (1960).